# Leonard Allison

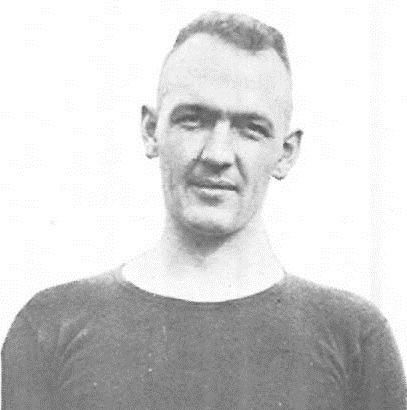
Leonard "Stub" Allison

Leonard "Stub" Allison (ur. 1892, zm. 1970) – amerykański trener futbolu amerykańskiego, osiągający sukcesy w rozgrywkach akademickich.
W latach 1935–1944 prowadził reprezentację Uniwersytetu Kalifornijskiego i jako jeden z najlepszych trenerów tego zespołu w historii uzyskał bilans 58-42-2. W sezonie 1937/1938 poprowadził "The Bears" do 10 zwycięstw z rzędu, co stanowi jedyną taką passę w historii zespołu. Allison był również trenerem University of Washington w 1920, z rekordem 1-5; prowadził tam jednocześnie zespół koszykarzy.